# خط مستأجر

شبكة خاصة للمؤسسات مع خطوط مؤجرة واتصال هاتفي

الخط المستأجر هو خط اتصالات متماثل يربط بين موقعين.ويُعرف في المملكة المتحدة في بعض الأحيان بـ 'الدائرة الخاصة' أو «خط البيانات». وهو بخلاف شبكة الهاتف العامة لا يوجد له رقم هاتف، حيث ان طرفيه في اتصال دائم ببعضهما.والخطوط المؤجرة يمكن أن تستخدم في الهاتف، أو في نقل البيانات أو في خدمات الإنترنت. وبعضها يستخدم في خدمات ringdown، والبعض الآخر يربط بين مقسمين لهاتفين فرعيين.
في المملكة المتحدة، تتوفر الخطوط المؤجرة بسرعة تبدأ من 64 كيلوبايت/الثانية وتزيد لتصل إلى 2 ميجا بايت/الثانية على مدى channelised E1 tail circuit. والسرعة التي لا يجب تجاوزها سوف تنهي الدائرة وتقدم العرض المطلوب والذي غالبا ما يكون X.21 ومع ذلك فان الدوائر الكهربية ذات السرعات الأعلى متوفرة أيضا مثل g.703 أو 10baseT. ومع هذا فإن بعض مقدمي خدمات الإنترنت يستخدموا هذا المصطلح بصورة غير دقيقة، حيث يعرفوا الخط المستأجر بأنه «أي خدمة مخصصة لمجموعة من البيانات يتم توصيلها عبر سلك اتصال مستأجر» 
في الولايات المتحدة، عادة ما تتوافر الخطوط المؤجرة ذات السرعة المنخفضة (56 كيلوبت / ثانية فأقل) باستخدام محولات التناظرية. أما الخطوط المؤجرة ذات السرعة الأعلى تقدم عادة بـ FT1 (Fractional T1) : أ T1 دائرة ناقلة بها من 1 إلى 24 وحدة زمنية لـ56 كيلوبايت أو 64 كيلوبايت. ويجب على العملاء أن يتحكموا في أجهزة نهاية الشبكة _ وهي وحدة خدمة القناة ووحدة خدمة البيانات.
في هونغ كونغ، عادة ما تكون الخطوط المؤجرة متاحة بسرعة 64 ك، 128 ك، 256 ك، 512 ك، T1 (إذا كان موصل أو غير موصل) أو E1 (الاقل شيوعا). مهما كانت السرعة فإن شركات الاتصالات عادة ما توفر وحدة خدمة القناة ووحدة خدمة البيانات، وتقدم للعميل عبر وصلة V.35.
ويجرى الآن تبديل الخطوط المؤجرة تدريجيا، بـ دي. اس. ال ، ومترو إيثرنت. لأسباب كثيرة.

## بدائل الخط المستأجر
ونجد أن الخطوط المؤجرة باهظة الثمن نسبيا مقارنة بالمنتجات الموصلة البديلة (ADSL، خط نقل البيانات المتزامن، الخ) نظرا لأنها مقصورة فقط على المستأجر. ولذلك فإن بعض مقدمى خدمة الإنترنت قد طوروا المنتجات البديلة التي تهدف إلى تقديم خدمات الخط المستأجر (القائم على (إيثرنت، availability zero contention, guaranteed)، مع نطاق ترددي أكثر اعتدالا، على مستوى شبكة المملكة المتحدة الوطنية ذات النطاق العريض—انظر الإنترنت في المملكة المتحدة 